# Carmen (pel·lícula de 1915 de Raoul Walsh)

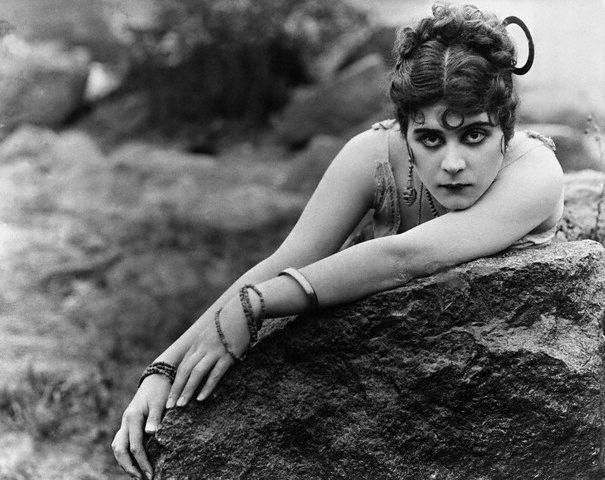
Theda Bara

Carmen és una pel·lícula de Raoul Walsh, estrenada el 1915. Aquesta pel·lícula està perduda.

## Argument
Un soldat espanyol s'enamora d'una orgullosa gitana. Una passió que el portarà a la seva pèrdua.

## Repartiment
- Theda Bara: Carmen
- Einar Linden: Don José
- Carl Harbaugh: Escamillo
- James A. Marcus: Dancaire
- Emil De Varney: El capità Morales
- Elsie MacLeod: Michaela
- Fay Tunis: Carlotta

## Anècdotes
- Un dels primers èxits de Theda Bara, la primera vampiressa de Hollywood.
- El mateix any surt un projecte rival, Carmen de Cecil B. DeMille, amb Geraldine Farrar.